# 聖文森特縣 (厄瓜多爾)
0°35′S 80°25′W / 0.583°S 80.417°W
聖文森特縣（西班牙語：Cantón San Vicente），是厄瓜多爾的縣份，位於該國西部，由馬納比省負責管轄，始建於1999年11月16日，面積718平方公里，2001年人口19,116，人口密度每平方公里26.62人。